# Ministère de la Justice et de la Sécurité publique (Brésil)
Le ministère de la Justice et de la Sécurité publique (en portugais : Ministério da Justiça e Segurança Pública) est un département du gouvernement brésilien.
Ricardo Lewandovski est ministre dans le gouvernement Lula depuis le 1er février 2024

## Histoire
Le 3 juillet 1822, le secrétariat d'État des affaires de justice (Secretaria de Estado dos Negócios da Justiça) par décret du prince-régent Pierre de Bragance. Il devient le ministère de la Justice et des Affaires intérieures (Ministério da Justiça e Negócios Interiores) par la loi no 23 du 30 octobre 1891, avant de prendre le nom de ministère de la Justice (Ministério da Justiça) par le décret-loi no 200 du 25 février 1967, quand il est séparé de celui de l'Intérieur.
En 2018, un ministère de la Sécurité publique est créée sous la présidence de Michel Temer, mais il est supprimé en janvier 2019 et fusionné avec celui de la Justice qui prend alors son nom actuel.